# Pelta

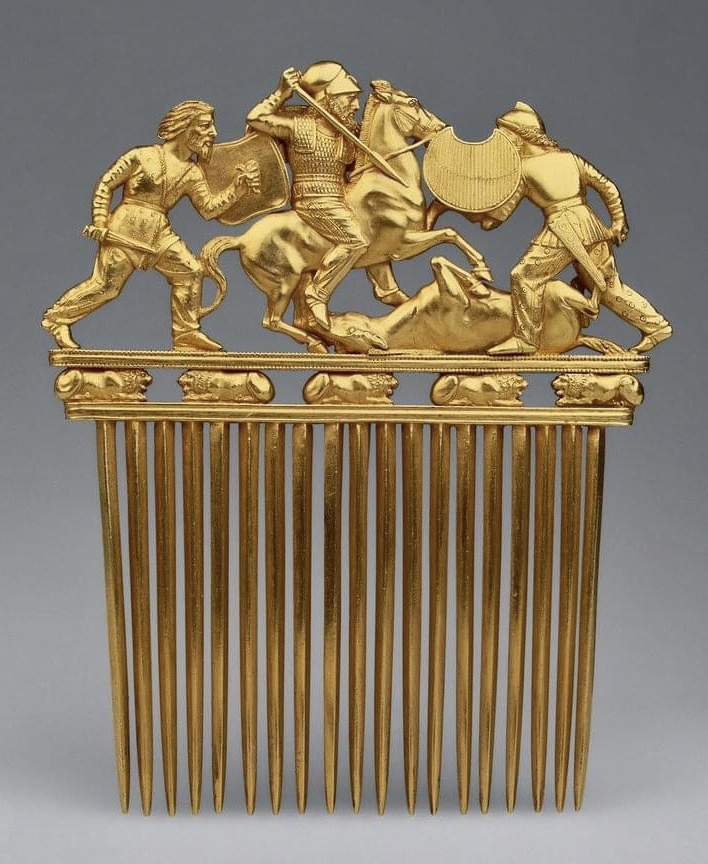
Pente de ouro cita com soldado portando uma pelta (direita)

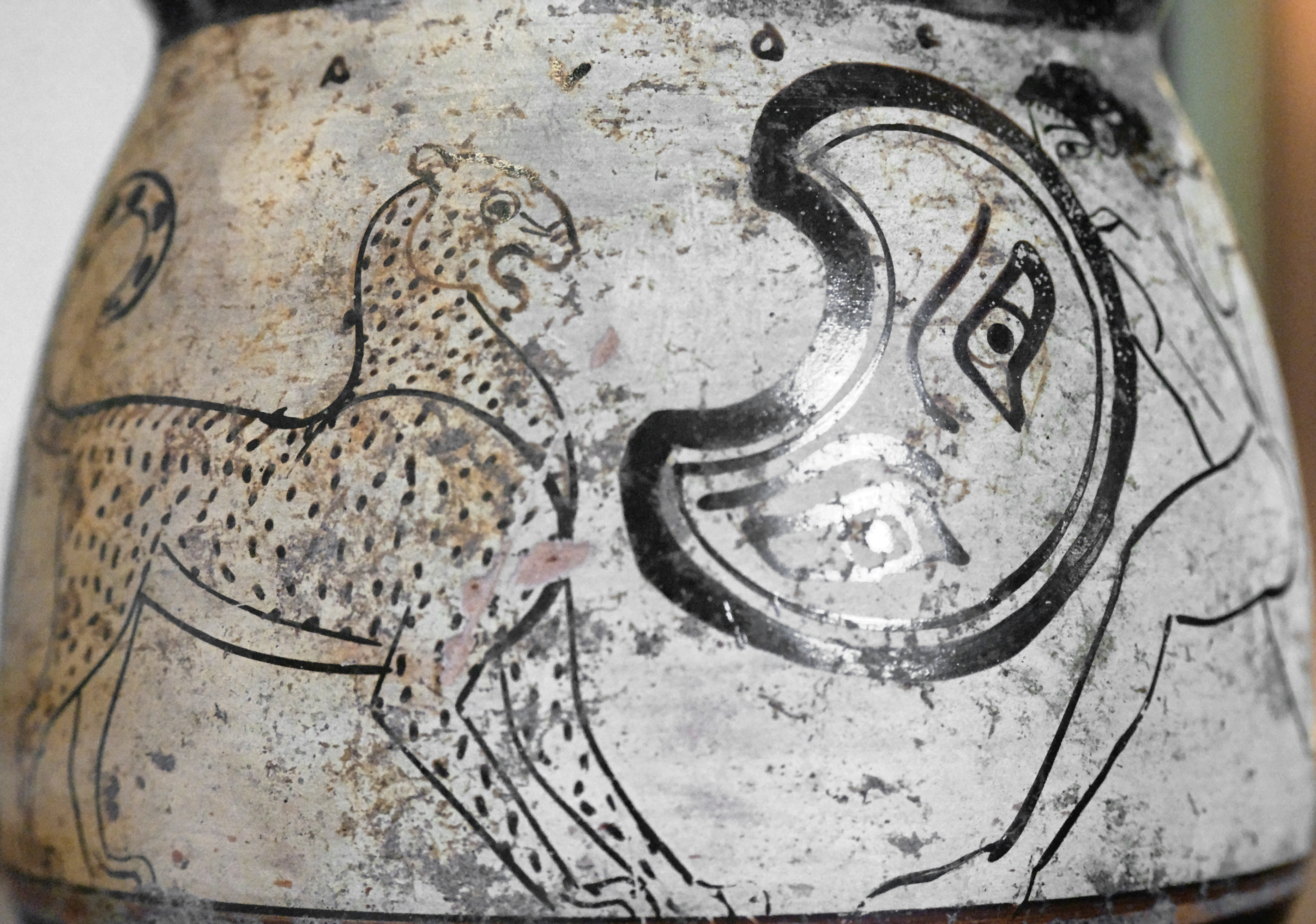
Jarra de fundo branco, com a representação dum peltasta a enfrentar uma pantera, atribuída ao Pintor de Berlim.. Louvre

A pelta era um escudo pequeno e ligeiro, em forma de crescente, que foi usado na Antiguidade clássica pelos Trácios e Macedónios, entre outros povos. Consistia num escudo ligeiro e luniforme, de madeira ou cestaria, recoberto com pele ou couro . Possuía diversos feitios consoante a região onde fosse utilizada, alternando entre exemplares mais circulares, quadrangulares, elípticos, sinuados na margem ou lunulados.
A pelta fora incorporada pelos gregos durante as reformas de Ifícrates, pelo que os soldados que a utilizavam eram conhecidos como peltastas. Na Roma Antiga, contudo, as peltas tornar-se-iam num motivo decorativo habitual em monumentos e sarcófagos, bem como em mosaicos e artes menores.

## Etimologia
O nome «pelta» chega ao português por via do latim pelta, que por seu turno advém do grego antigo πέλτη (pélte), que por sua vez provirá do trácio antigo, por referência directa a este tipo de escudo.

## Escudo
Segundo a Anábase de Xenofonte, a pelta consistia principalmente numa moldura de madeira ou vime, revestida com pele ou couro, mas sem borda metálica. Foi incorporada pelos gregos durante as reformas de Ifícrates e os soldados leves que a portavam foram chamados, por conseguinte, de peltastas. Antes da sua incorporação pelos gregos, as peltas variaram consideravelmente de forma dependendo da região.
A cetra, por exemplo, era um tipo de pelta circular utilizado pelos povos da Hispânia e Mauritânia. Segundo Tucídides, a pelta também podia ser quadrangular. Um escudo leve similar a esta fez parte do armamento nacional da Trácia, bem como de várias outras partes da Ásia e inclusive aparece, com este formato, em relatos mitológicos envolvendo as Amazonas. O modelo amazónico de pelta é por vezes elíptico, como os exemplos dos bronzes de Siris, ou sinuado na margem, mas mais comummente com recuo semicircular que lhe rendeu o nome de "pelta lunar" (lunatis peltis) por Virgílio. Numa urna sepulcral dos Museus Capitolinos de Roma há uma representação de Pentesileia, rainha das Amazonas, oferendo uma pelta como sinal de ajuda para Príamo, rei de Troia.

## Decoração

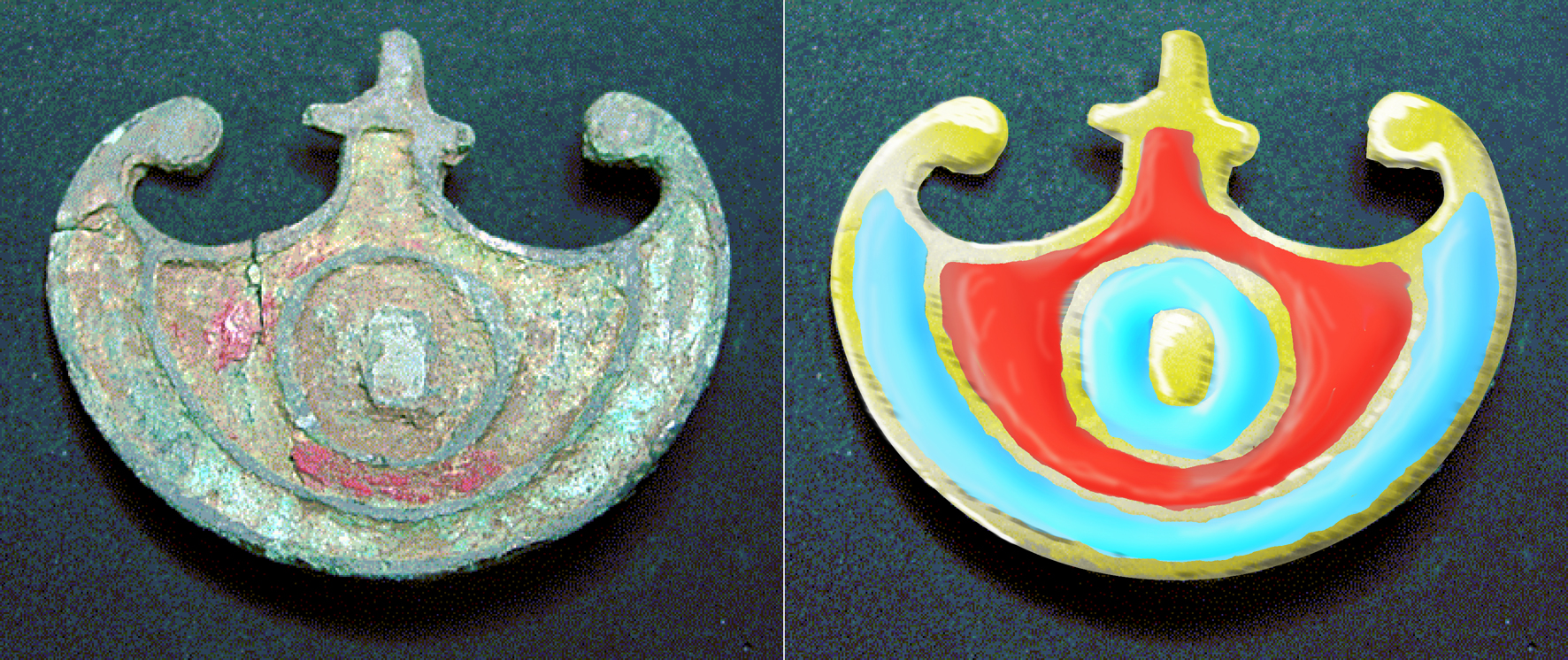
Broche romano em forma de pelta encontrado na Panônia, século II

Na época romana os escudos das amazonas tornar-se-iam um habitual motivo decorativo para ornamentar mosaicos e artes menores, bem como enquadram cartuchos com inscrições em monumentos e sarcófagos. R. Gavelle considerou a pelta como atributo báquico, evocando a similaridade entre "a forma do pelta e a folha da hidra". Para G. Ch. Picard, durante o período imperial a pelta simbolizava a virtude, com ela possuindo dois valores: um étnico como "a arma dos orientais" e outro simbólico, com as Amazonas convertendo-se em "símbolos da virtude guerreira, a virtus, que constituíam a principal das qualidades reais requeridas pela teologia helenística." Entre a maioria dos estudiosos vige a convicção de que a pelta possuía um valor apotropaico similar ao da górgona Medusa.